# Europa Jeep

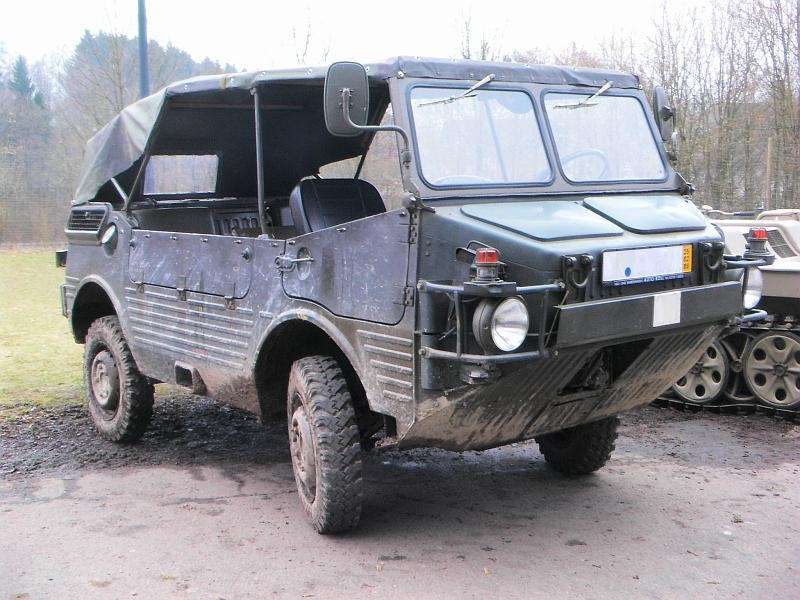
L'Europa-Jeep Fiat-MAN-Saviem

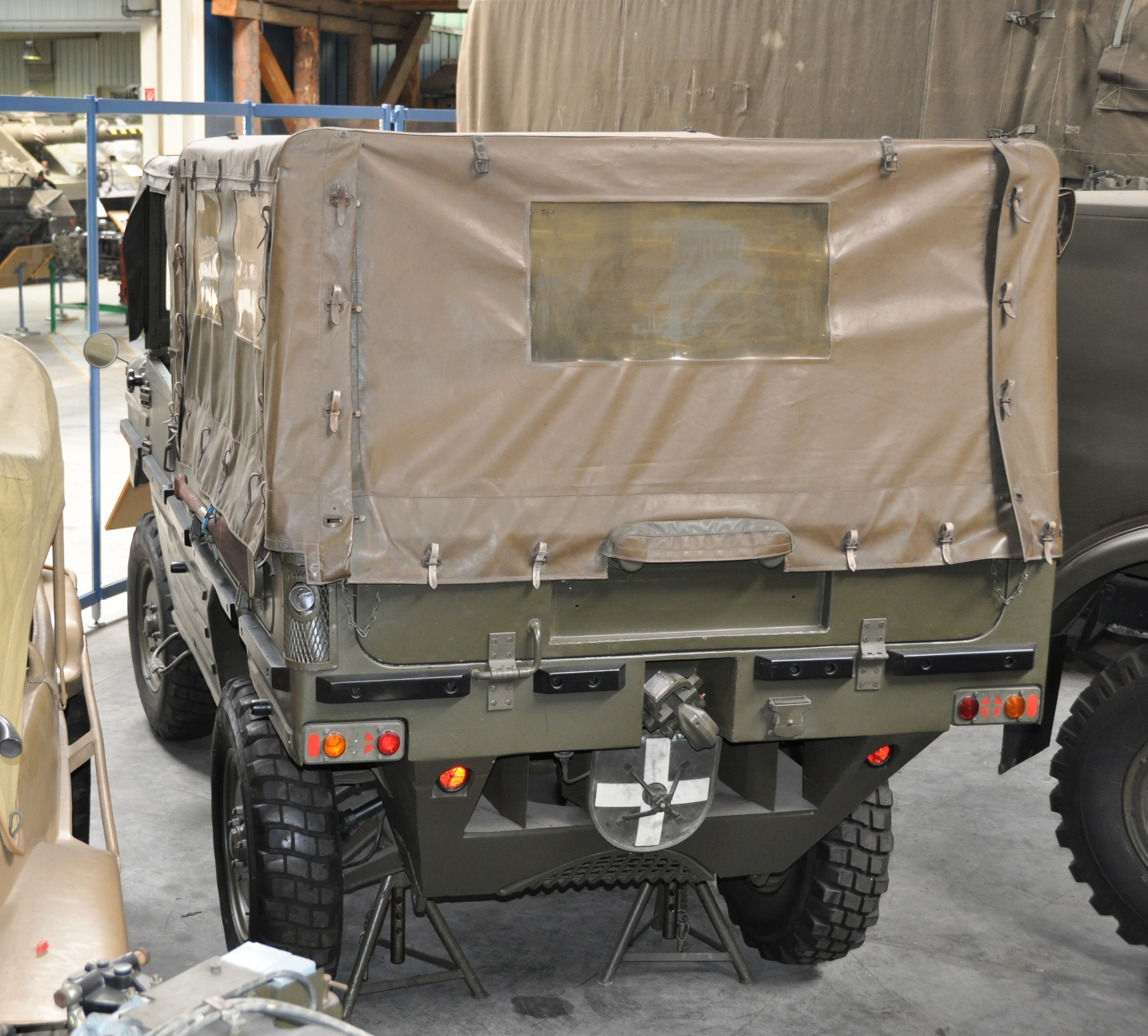
L'Europa-Jeep Hotchkiss-Büssing-Lancia

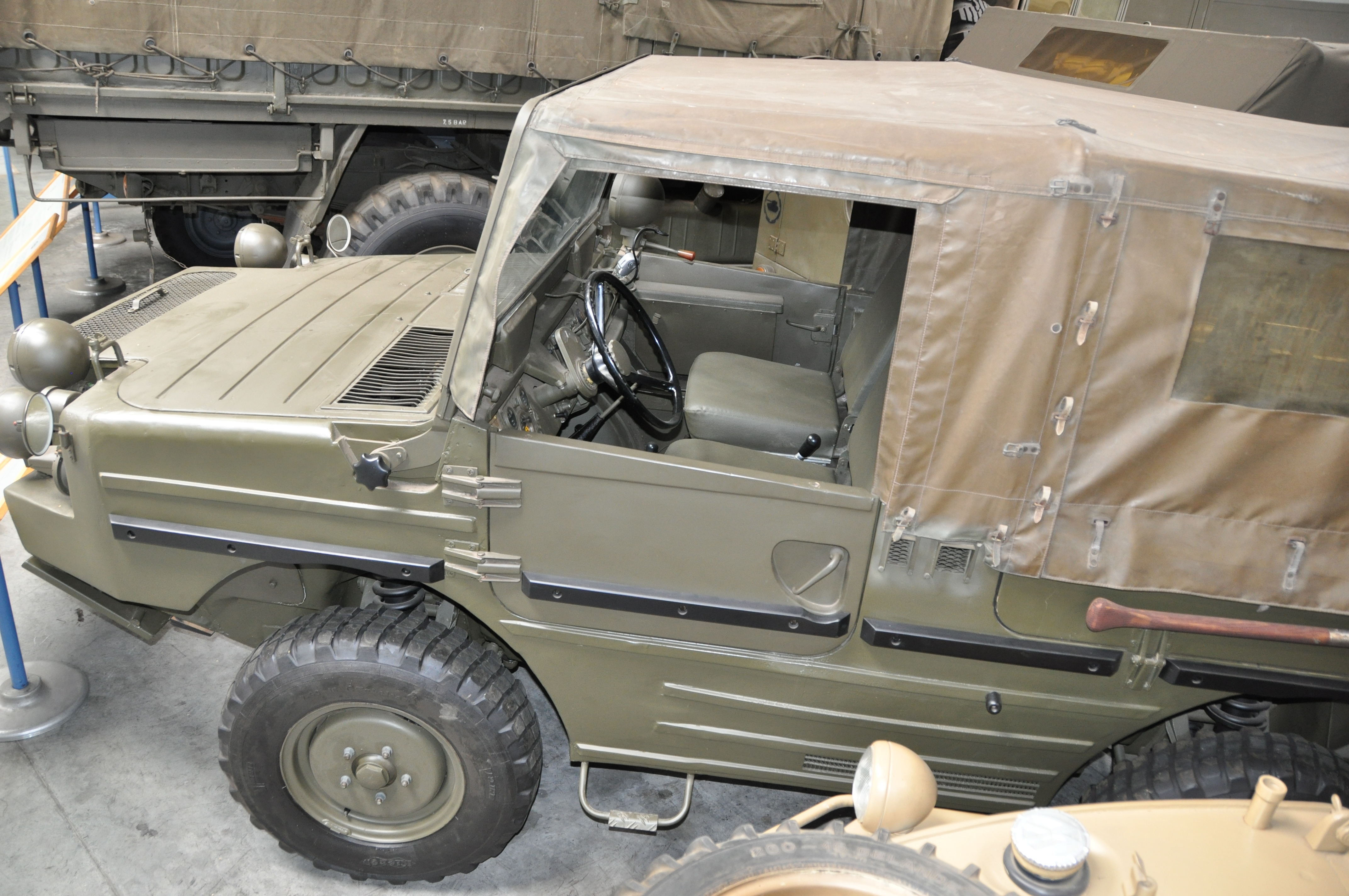
L'Europa-Jeep Hotchkiss-Büssing-Lancia, vista del lato sinistro

L'Europa Jeep è stato un progetto multinazionale italo-franco-tedesco per la costruzione di un veicolo militare europeo.
Nel 1966, i governi di Francia, Repubblica Federale Tedesca e Italia iniziarono una collaborazione per lo sviluppo di un veicolo conosciuto come Europa Jeep, un veicolo anfibio leggero a quattro ruote motrici che sarebbe stato prodotto in gran numero per essere utilizzato da parte di vari eserciti e organizzazioni governative nazionali. 
Lo sviluppo del veicolo però si rivelò estremamente lento e laborioso tanto che nel 1976 il progetto venne abbandonato.

## Caratteristiche tecniche
Secondo il bando di gara il veicolo avrebbe dovuto avere:
- Un motore multi-combustibile tra i 40 e i 50 CV (circa 29 a 37 KW) di potenza;
- Garantire una velocità massima di almeno 95 km/h e un'autonomia di almeno 800 km;
- Trasportare almeno 500 kg di carico utile e poter trainare un rimorchio di almeno 750 kg;
- Pesare non più di 1,5 tonnellate per essere aviotrasportabile e paracadutabile ed essere un veicolo con capacità anfibie e fuoristrada.

Il nuovo "véhicule de commandement et de liaison" o VCL avrebbe dovuto sostituire il francese Hotchkiss M 201, il tedesco DKW Munga e l'italiano Fiat Campagnola.

## Sviluppo del progetto
Lo sviluppo de progetto fu affidato in origine, a "tre gruppi industriali consorziati" delle tre Nazioni con lo scopo di costruire autonomamente ciascuno un prototipo in competizione tra loro. 
Il primo gruppo era formato da FIAT, Glas/MAN e Renault/Saviem, il secondo da NSU, Moto Guzzi e Panhard/Citroën e il terzo da Hotchkiss, Büssing e Lancia. 
Il prototipo vincitore, selezionato su base competitiva, avrebbe dovuto essere costruito in 50.000 esemplari per tutti e tre i Paesi partecipanti. 
Tuttavia, sin dall'inizio, solo due consorzi: Fiat-MAN Saviem (FMS) e Hotchkiss Büssing Lancia (HBL) accettarono di sviluppare prototipi appropriati. 
Era stato previsto che questi prototipi avrebbero dovuto essere pronti entro il 1970 per le prove sul campo, mettendoli anche a disposizione delle truppe. 
Ma questo termine non venne rispettato e, quando nel 1976 la Francia si ritirò dai consorzi, il progetto venne abbandonato.